# خافيير مارتينيز باريو
خافيير «خافي» باريو مارتينيز (من مواليد 21 مايو 1991) هو لاعب كرة قدم إسباني، يلعب لراسينغ سانتاندر في مركز المدافع.

## حياته المهنية
بدأ أول مشواره مع نادي لوغرونيس وهو النادي الذي يوجد في مسقط رأسه مدينة لوغرونيو، وقع عقدا مع راسينغ سانتاندر في عام 2010، وكانت أول مباراة له يوم 13 ديسمبر 2011، عندما شارك مع فريقه راسينغ سانتاندر ضد فريق رايو فاليكانو وفاز بنتيجة 3-2، في بطولة كأس إسبانيا. في 21 أبريل 2013، لعب أول مباراة له في الدوري ضد نادي فياريال.

## وصلات خارجية
- خافيير مارتينيز باريو على موقع قاعدة بيانات كرة القدم.إي يو (الإنجليزية)
- خافيير مارتينيز باريو على موقع Soccerway.com (الإنجليزية)
- خافيير مارتينيز باريو على موقع AS.com (الإسبانية)

- Racing Santander official profile (بالإسبانية)
- BDFutbol profile
- Futbolme profile (بالإسبانية)